# Balhousie Castle
Balhousie Castle er et slot, der ligger på Hay Street i Perth, Skotland, få hundrede meter nord for middelalderbyen. Det blev opført i 1600-tallet.
Bygningen er i dag indrettet som Black Watch Museum, efterThe Regimental Trustees i Black Watch købte Balhousie Castle i januar 2009 og gjorde det til Regimental Headquarters og museum for regimentet. Det udstiller og fortæller om regimentets historie fra 1739 til nu.